# Karol Bachura
Dariusz Karol Bachura (ur. 4 czerwca 1964 w Warszawie) – polski dyplomata, ambasador Polski w Macedonii Północnej (2007–2011) oraz Albanii (2016–2021). Od września 2011 do września 2013 Zastępca Wysokiego Przedstawiciela dla Bośni i Hercegowiny i szef Biura Wysokiego Przedstawiciela w Banja Luce.

## Życiorys
W 1982, kiedy miał 18 lat, został zatrzymany, osadzony i skazany oraz przedstawiony w Dzienniku Telewizyjnym jako reakcjonista. Ukończył studia w zakresie filologii angielskiej i pedagogiki na Uniwersytecie Budapeszteńskim oraz studia podyplomowe z dziedziny stosunków międzynarodowych w Wielkiej Brytanii i Stanach Zjednoczonych.
Początkowo zatrudniony w Biurze Wolnych Wyborów KBWE w Warszawie, które później zostało przekształcone w Biuro Instytucji Demokratycznych i Praw Człowieka (ODIHR OBWE). Pracował również w ramach programu pomocowego PHARE oraz w konsulacie ambasady Kanady w Warszawie. W 1993 podjął pracę w Ministerstwie Spraw Zagranicznych. Przez trzy lata był ekspertem w Wydziale Europy Środkowej w Departamencie Europy MSZ. Od 1996 do 1998 pełnił funkcję I sekretarza ambasady RP w Lublanie. Przez rok pracował w ambasadzie w Budapeszcie, gdzie pełnił funkcje kierownika Wydziału Politycznego i zastępcy kierownika placówki. Od 1999 do 2001 był zatrudniony na analogicznych stanowiskach w Zagrzebiu. Po powrocie do kraju przez sześć lat pracował w centrali MSZ. Najpierw jako specjalista w Departamencie Zagranicznej Polityki Eksportowej, a w latach 2002–2007 jako I radca w Departamencie Polityki Bezpieczeństwa. 12 grudnia 2007 objął kierownictwo polskiej placówki dyplomatycznej w Skopje. Odwołany został 15 sierpnia 2011.
Od września 2011 do września 2013 pełnił, w randze ambasadora tytularnego, funkcję zastępcy Wysokiego Przedstawiciela ds. Bośni i Hercegowiny oraz szefa Biura Wysokiego Przedstawiciela (Office of the High Representative – OHR) w Banja Luce. W latach 2013–2016 zatrudniony w Departamencie Wschodnim MSZ RP. Od września 2016 do 31 stycznia 2021 ambasador nadzwyczajny i pełnomocny RP w Republice Albanii.
Żonaty z Małgorzatą Bachurą. Włada biegle językiem angielskim i węgierskim. Zna także: francuski, niemiecki, słoweński, bośniacki, chorwacki, serbski i macedoński.